# Вистицкие
Вистицкие или Висцицкие (пол. Wiszczycki, Wiścicki) — польский дворянский род герба Слеповрон, разделившийся на две ветви.

## История рода
Родоначальник 1-й ветви, Самуил Вистицкий, владел имениями в Ковенском и Упитском уездах (1649). Самуил Вистицкий приказчик Камышевской слободы (1683), а Яков приказчик Аятской слободы (1698). Потомство сына его Ивана Самуиловича внесено в родословную книгу Ковенской губернии.
Родоначальник 2-й ветви, Пётр Вистицкий, после осады Смоленска поступил в русское подданство (1655). 
В браке ротмистра Стефана Вистицкого и Марии Нелидовой родился сенатор Григорий Степанович Вистицкий († 1836) и его братья — генерал-майоры: Семён — автор «Курса тактики»; Михаил (1768—1832); Андрей. Эта ветвь Вистицких внесена в VI часть родословной книги Смоленской губернии («Гербовник» IV, 113).